# Typografie im nicht-lateinschriftlichen Raum

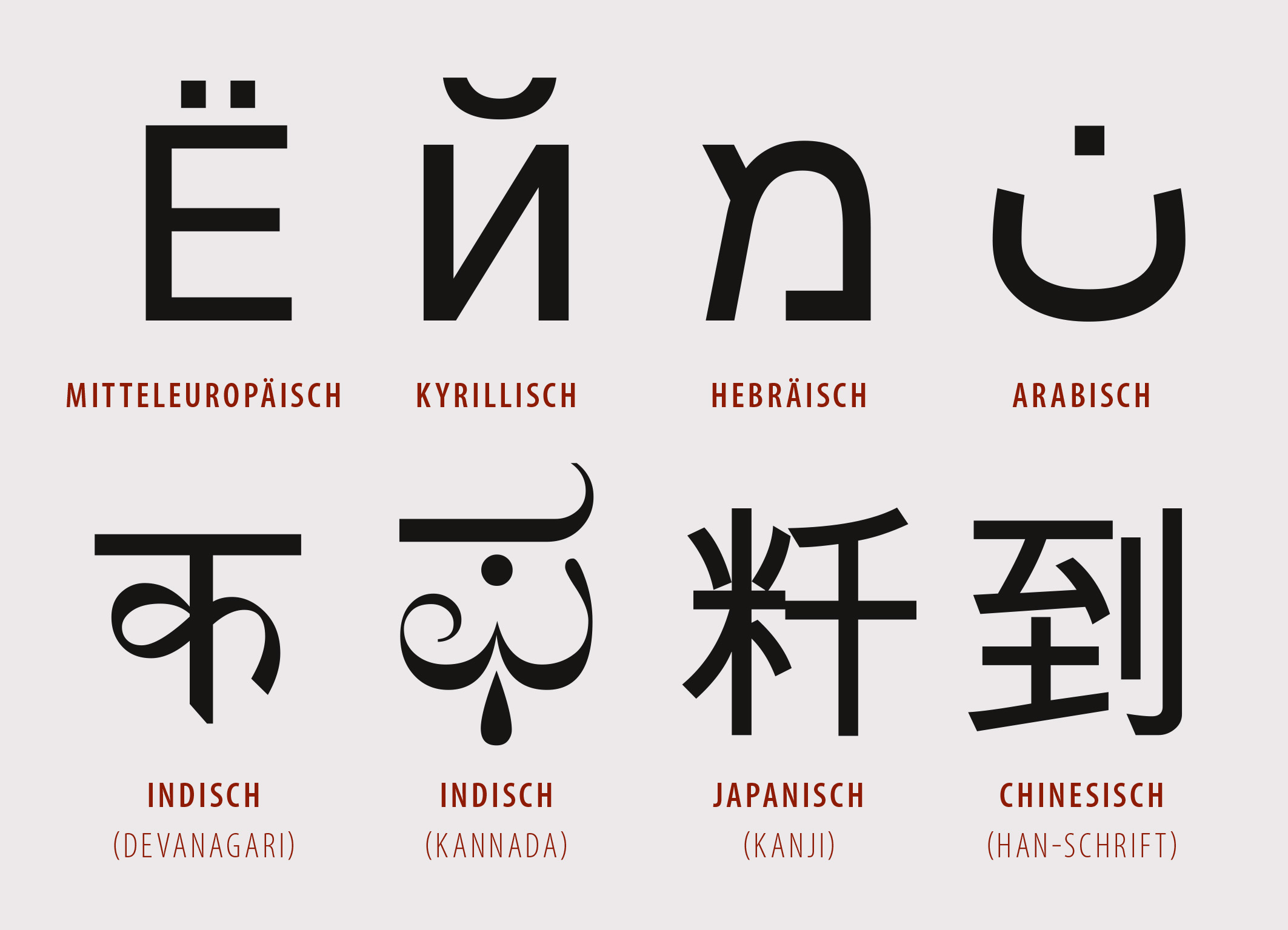
Beispiele für Zeichen der wichtigsten weltweiten Schriftsysteme

Verteilung der Schriftsysteme weltweit

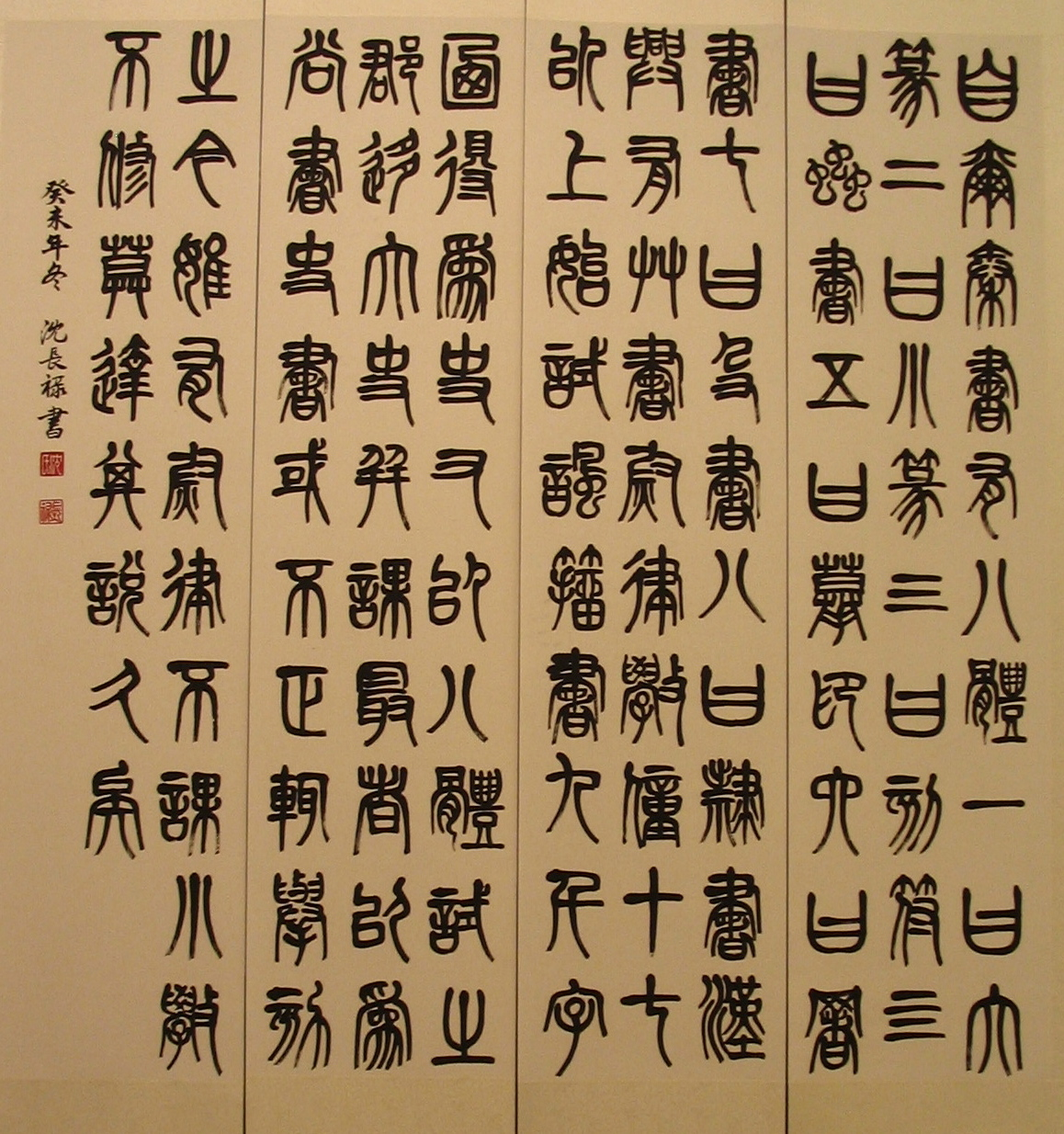
Zeichenschrift mit jahrtausendealter Tradition: die chinesische Schrift

Belegung der einzelnen Unicode-Blöcke

Typografie im nicht-lateinschriftlichen Raum ist die fachwissenschaftlich korrekte Bezeichnung für die Typografie in jenen globalen Großregionen, deren Schriften nicht auf dem lateinischen Alphabet basieren. Neben Ostasien, dem süd- und südostasiatischen sowie dem nahöstlichen und nordafrikanischen Raum zählen dazu der Verbreitungsraum des kyrillischen Alphabets sowie der einiger weiterer mittlerer und kleinerer Schriftsysteme wie etwa der des hebräischen oder georgischen. Unter praktischen und geografischen Gesichtspunkten ist die Typografie im nicht-lateinschriftlichen Raum weitgehend identisch mit der Typografie in Asien und Nordafrika.
Von der lateinschriftlichen, im europäisch-amerikanischen Raum praktizierten Typografie unterscheidet sich die Typografie in diesen Großregionen durch zwei Aspekte. Erstens: das jeweilige Schriftsystem mit seinen spezifischen Zeichen, zweitens: die typografischen Konventionen und Regeln, die in dem jeweiligen Großraum Gültigkeit haben. In europäisch-amerikanischen Klassifikationssystemen – wie etwa der deutschen DIN-Norm 16518 – werden nicht-lateinische Schriften unter Oberbegriffen wie „Fremde Schriften“ und Ähnliches abgehandelt. Praktisch gilt schriftsystem-übergreifende typografische Gestaltung nach wie vor als Gebiet für entsprechend kundige Spezialisten. Im kleinen gelten die für die großen nicht-lateinschriftlichen Schriftsysteme bestehenden Herausforderungen auch für die kleinen, großteils als Enklaven innerhalb des lateinschriftlichen Raums existierenden wie etwa die Alphabete nord- und lateinamerikanischer Indigener oder auch das griechische Alphabet.

## Nicht-lateinschriftliche Schriftsysteme und Typografie
Der Gültigkeitsbereich des lateinischen Schriftsystems erstreckt sich grob über etwa drei Fünftel der Erdoberfläche: Europa, den amerikanischen Doppelkontinent, Australien sowie das Gros des südlichen Afrika (siehe abgebildete Karte). Die verbleibenden Staaten und globalen Großregionen werden typografisch von Schriftsystemen geprägt, deren Grundstruktur sich vom lateinischen Schriftsystem essentiell unterscheidet. Zu den nicht-lateinschriftlichen Regionen zählen Nordafrika sowie der größte Teil des asiatischen Kontinents, ebenso das in Russland sowie weiten Teilen Zentralasiens verbreitete kyrillische Alphabet – das mit dem lateinischen Schriftsystem zwar weitläufig verwandt ist, ebenso jedoch mit unübersehbaren Unterschieden aufwartet.
Das Nebeneinander unterschiedlicher Schriftsysteme wird durch den Umstand verstärkt, dass diese sich auch im Hinblick auf ihre Grundstruktur sowie formale Anwendungsprinzipien stark unterscheiden. Im Wesentlichen gibt es drei unterschiedliche Grundtypen – Alphabetschriften, Silbenschriften und Wortschriften. Zur ersten Gruppe gehören außer der lateinischen und kyrillischen Schrift auch das Griechische sowie Hebräisch und Arabisch. Silbenschriften spielen in einigen kleineren Schrifträumen eine Rolle wie zum Beispiel dem äthiopischen; darüber hinaus sind sie Bestandteil der japanischen Schrift, welche Bestandteile aller drei Formen unter einem Dach integriert (siehe Abschnitt Japanische Schrift). Bekannteste Zeichenschrift ist die chinesische. Eine vierte Schriftsystem-Gruppe schließlich bildet eine Art Mischform aus Alphabet- und Silbenschrift: die Schriftsysteme auf dem indischen Subkontinent sowie im südostasiatischen Raum – eine Großregion, die diesbezüglich die höchste Ausdifferenzierung weltweit offeriert.
Die Fokussierung auf Geschichte und Gegenwart des eigenen typografischen Systems ist auch im lateinschriftlichen Raum die Regel. Die in Deutschland geltende Klassifikations-Norm DIN 16518 etwa offeriert als Obergruppen die drei Schriftgattungen Antiqua-Schriften, Gebrochene Schriften und Nichtrömische Schriften. Die Gruppe der nichtrömischen Schriften umfasst die oben aufgeführten Schriftsysteme. Das Pendant zur DIN-Norm 16518 für das Einsortieren konkreter Schriftarten ist eine ISO-Norm für die Klassifikation von Schriftsystemen: ISO 15924. Über die Sortierung der oben angeführten großen Schriftsysteme hinaus enthält sie Einteilungsklassen für historische Schriftsysteme sowie andere, die sonst schwer einsortierbar wären (wie zum Beispiel die Braille-Schrift). Aus typografisch-grafikdesignerischer Warte sind die Hürden beim Umgang mit fremden Schriftsystemen beträchtlich und erfordern entsprechende Spezialkenntnisse. In zugespitzter Form zeigt sich dies unter anderem bei der Adaption lateinischer Schriftelemente im ostasiatischen Raum. Die Handhabungspraxis lateinschriftlicher Elemente in ostasiatischen Ländern zeigt, dass sich diese Hürden in beide Richtungen auswirken.
Ungeachtet existierender Hürden gab es im Verlauf der Geschichte mehrere, zum Teil essentielle Adaptionen von Elementen aus anderen Schriftsystemen. Die bedeutendste ist die Übernahme der arabischen Ziffern, die ihrerseits aus dem indischen Raum stammen. Ein vergleichsweise modernes Beispiel ist die Entwicklung des japanischen Schriftsystems, dass – als Endprodukt einer vergleichsweise kurzen Entwicklung – drei unterschiedliche Schriftsysteme unter einem Dach vereint. Historisch unterschiedlich verlief auch die Geschichte des Buchdrucks. Vervielfältigungstechniken waren in Ostasien zwar schon vor Gutenberg bekannt. Als Vorteil erwies sich für die Europäer vor allem den Umstand, dass sich das lateinische Alphabet leichter mit beweglichen Lettern reproduzieren ließ als etwa das chinesische Alphabet mit seinem weitaus größeren Zeichen-Repertoire.
Auf der praktischen Ebene fanden bereits in Renaissance und Aufklärungsepoche Austausche statt. Claude Garamond, Giambattista Bodoni sowie andere Schriftentwerfer der frühen und mittleren Neuzeit fertigten griechische, hebräische, arabische und kyrillische Schriften. Im Zuge der Etablierung industrieller Fertigungsmethoden stieg die Anzahl verfügbarer Fremdsprachensatz-Schriften weiter an. Ein Quantensprung war der Einstieg in das digital gestützte Publizieren ab den 1980ern. Wesentliche Marksteine dieser Entwicklung waren neue Technologien, welche den Austausch zwischen den unterschiedlichen Schriftsystemen auch praktisch essentiell erleichterten. Ein Teilbereich dieser Entwicklung war die Verfügbarkeit digitaler Fonts, welche die proprietären Satzsysteme der Vergangenheit rasch ersetzten. Eine weitere Innovation war die Ausweitung der in Schriftfonts enthaltenen Zeichensätze. In den Anfängen beschränkt auf einen Bestand von maximal 128 Zeichen (gemäß dem lange Zeit geltenden ASCII-Code), offerierten neue, ab dem Ende des 20. Jahrhunderts aufgekommene Fonttechnologien die Möglichkeit, mehrere tausend Zeichen in eine Schriftdatei zu implementieren. Der IT-technische Fortschritt wurde flankiert durch eine neue, auf maximale Universalität angelegte Norm: Unicode – eine neue, bald zum Standard avancierende Norm, die sämtliche Zeichen in allen Schriftsystemen kartiert und in einzelnen Sektionen und Ebenen zusammenfasst.
Folge der technologischen Entwicklung ist, dass sich via Tastaturtreiber und (entsprechend ausgestattetem Schriftfont) fast alle Schriftsysteme bedienen lassen, die es gibt. Die Einbeziehung mitteleuropäischer Spezialzeichen ist in professionellen Satzschriften weithin Standard; Spezial-Spezifikationen wie OpenType Pro implementieren in Einzelfällen auch kyrillische, hebräische oder arabische Schriftzeichen. Darüber hinaus statten die großen Hersteller der Branche – Microsoft, Apple und Adobe – ihre Betriebssysteme und Programme bereits werkseitig mit Fonts aus, welche die meisten Schriftsysteme abdecken. Eine Reihe Schriften leistet dies mittlerweile in Form einzelner Fonts – wobei der Zeichenbestand des Fonts selbst bereits große Teile des Unicode-Zeichensprektums beinhaltet und so multilingual einsetzbar ist. Ein Beispiel ist Arial Unicode, die mit über 50.000 Zeichen mit die größte Variationsbreite liefert.

## Überblick: Eigenheiten, Konventionen und Praxis

### Chinesisches Schriftsystem

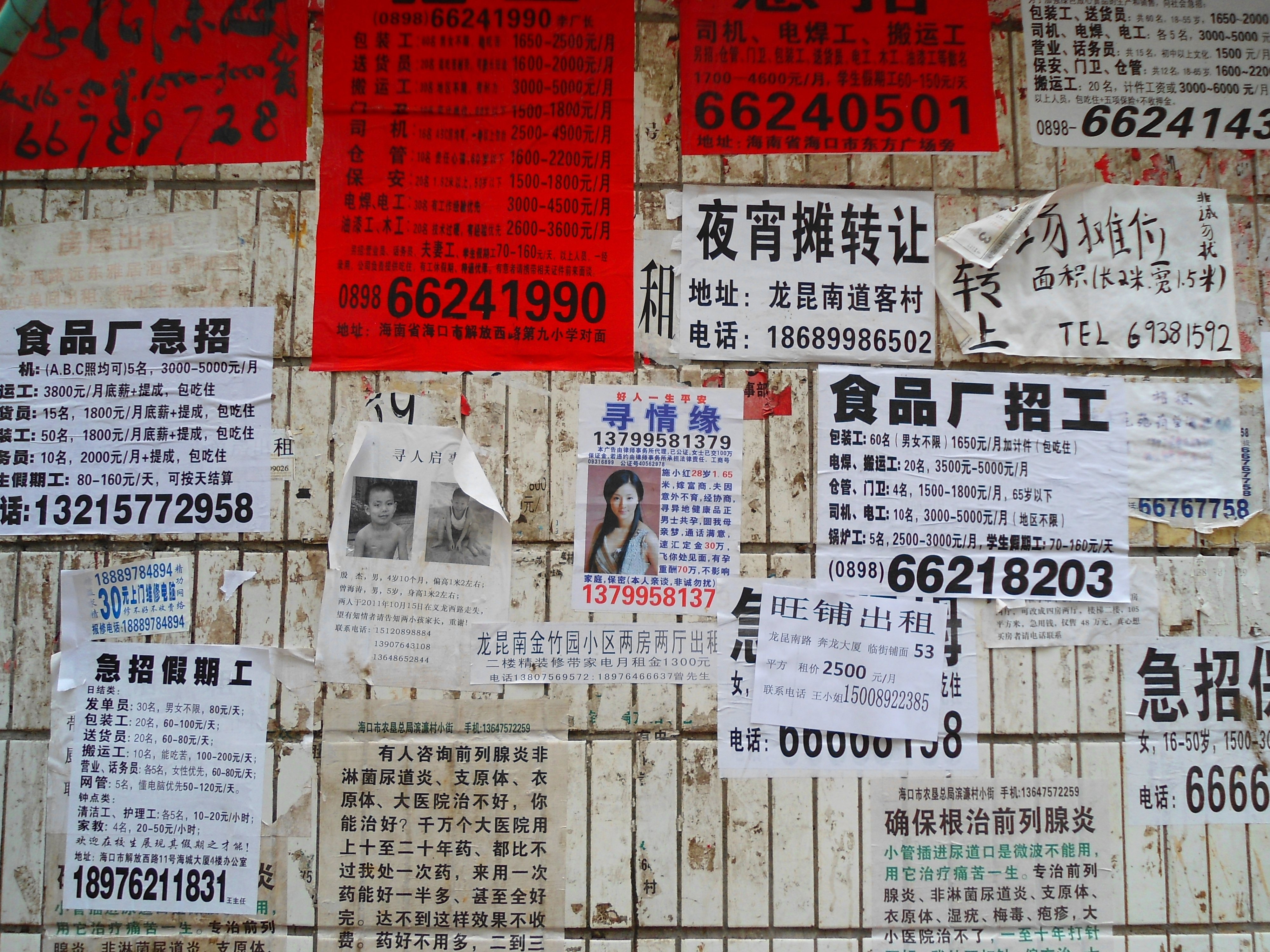
Die Verwendung von Elementen unterschiedlicher Schriftsysteme ist in den ostasiatischen Ländern weit verbreitet.

Moderner chinesischer Schriftfont: Prison Gothic

Das chinesische Schriftsystem ist ein Zeichen-Schriftsystem. Es existiert seit circa 3000 Jahren und umfasst rund 100.000 Zeichen. Von der Struktur her eine Bilderschrift, erfuhr es bereits in vorchristlicher Zeit vereinheitlichende Normierungen. Eine wegbildende Veränderung in jüngerer Zeit war die große Schriftreform in den 1950er Jahren. Sie visierte unter anderem das Ziel an, den Alphabetisierungsgrad zu erhöhen, und reduzierte zu diesem Zweck auch den Zeichenbestand radikal. Aktuell etabliert haben sich so zwei chinesische Schriftvarianten: die in der VR China, Singapur und Malaysia gebräuchliche Kurzzeichen-Schrift, welche weniger als 10.000 Zeichen beinhaltet, und die klassische chinesische Langzeichen-Schrift, die über einen Bestand von insgesamt rund 100.000 Zeichen verfügt und vor allem auf Taiwan, in Hongkong und auf Macau weiter gebräuchlich ist.
Eine typografische Besonderheit der chinesischen Schriftformen ist, dass alle Zeichen auf einer quadratischen Form basieren. Als Schreibrichtungen gängig sind sowohl horizontal (von links nach rechts wie im Lateinischen) als auch vertikal. Weitere Besonderheiten sind: Wortzwischenräume sind ebenso unüblich wie die im lateinischen Schriftsystem etablierte Interpunktion. Das Design chinesischer Publikationen entspricht im Groben den weltweit üblichen Gepflogenheiten. Als Designrichtungen erfreuten sich im vorrevolutionären China vor allem der Art déco starker Beliebtheit. Eine regionale Variante davon war der sogenannte Shanghai Style. Im Zug der Globalisierung tritt als neue Komponente die Integration lateinischer Schriftelemente hinzu. Praktisch zutage tritt sie etwa bei der Anwendung von Ziffern sowie mehrschriftlichen Elementen etwa in öffentlichen Info-Leitsystemen.

### Japanisches Schriftsystem

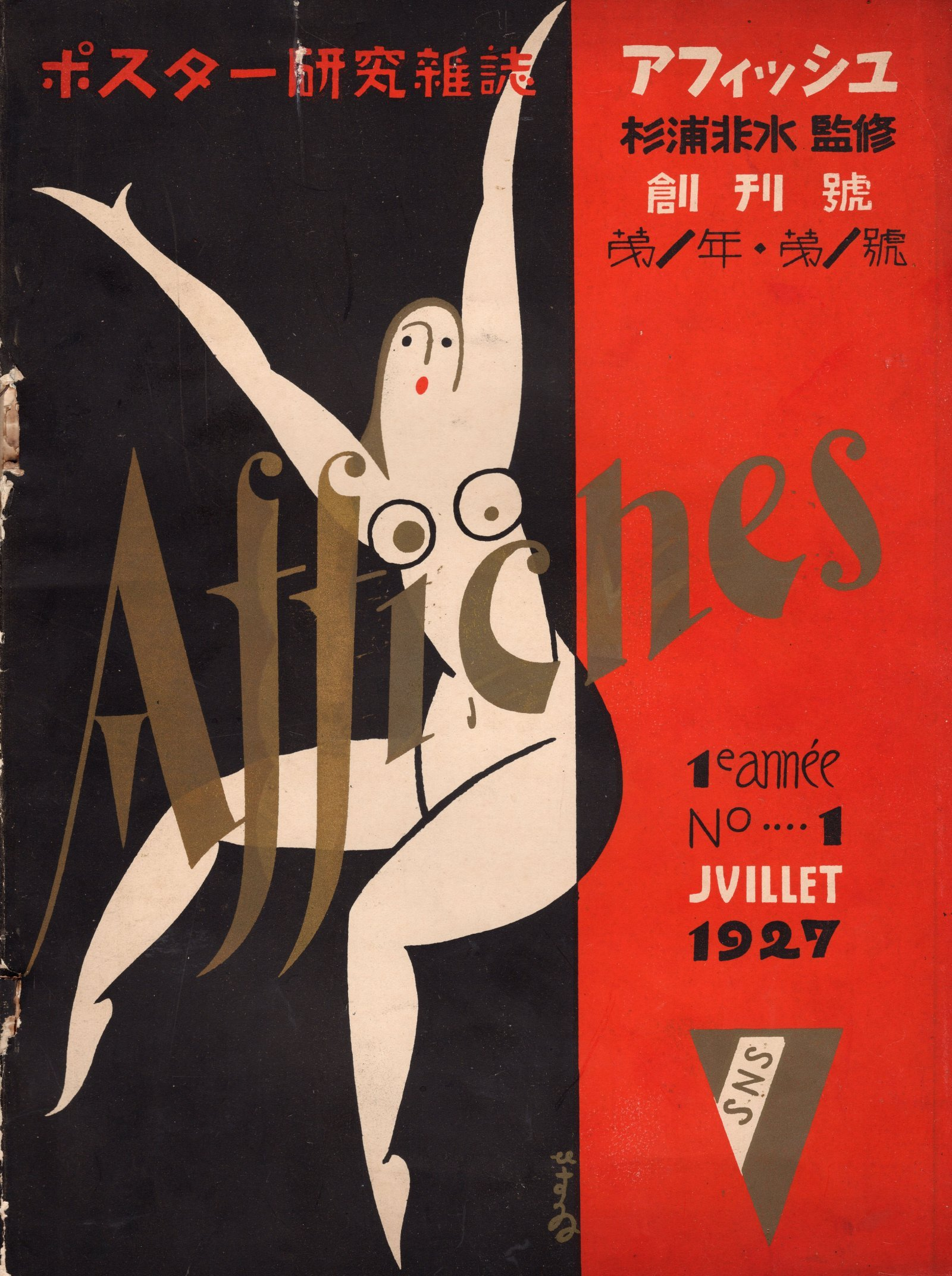
Japanisches Plakat im modernistischen Stil (1927)

Anders als das chinesische Schriftsystem integriert das heutige japanische Schriftsystem drei unterschiedliche Schriftsysteme: ein zeichen-, ein silben- und ein alphabetbasiertes. Das älteste davon ist die Kanji-Schrift – ein Ableger der chinesischen Schrift, der um das Jahr 1000 importiert wurde. Zweites Element ist die Silbenschrift Kana – untergliedert noch einmal in Hiragana und Katakana. Dritter Bestandteil des japanischen Schriftsystems ist Rōmaji – eine Adaption der lateinischen Schrift, die während der Meiji-Restauration ab 1868 neu eingeführt wurde, und ursprünglich die Verwestlichung des Landes befördern sollte. Der Unterschied in Zeichen- und Textvolumen: Während Kanji 6494 adaptierte chinesische Zeichen beinhaltet und 90 Prozent des Textvolumens in Beschlag nimmt, offerieren Hiragana und Katagana lediglich 46 Zeichen – tragen dafür aber 60 bis 70 Prozent der Textinformation.
Aus lateinschriftlicher Warte stellt die in Japan praktizierte Typografie noch höhere Anforderungen als die chinesische Schrift. Neben der gängigen Mischung der drei aufgeführten Schriften beinhaltet jede davon spezielle Bedeutungen. So sind lateinische Schriftelemente (Rōmaji) vor allem bei der Charakterisierung von Markennamen und Ähnlichen gängig. Ein spezielles Problem bei ihrer Handhabung ist die Zeichenausrichtung auf Mittelachse (anstatt, wie im lateinischen Schriftsystem, auf der Grundlinie). Als Schreibrichtungen sind – ähnlich wie im Chinesischen – sowohl horizontale Ausrichtung als auch vertikale gängig (erstere: von links nach rechts, letztere: von oben nach unten). Die Details der japanischen Typografie sind in einer eigenen Norm zusammengefasst. JIS X 4051 gilt als japanischer Industriestandard für den japanischen Werksatz – wobei Designer an dieser Norm allerdings bemängeln, dass sie den Akzidenzsatz nicht berücksichtigt.
Der global stattfindende Austausch zwischen japanischen und lateinischschriftlichen Elementen stößt auch kulturell auf unterschiedliche Befindlichkeiten. Beliebteste europäische Schrift ist die – in Europa und den USA vielerorts als nicht mehr zeitgemäß empfundene – Helvetica. Der in Europa und Amerika anhaltende Trend hin zu firmenexklusiven Hausschriften findet in Japan kein Pendant. Ein Mitgrund hier ist der Aufwand, der für die Erstellung entsprechender Schriften anfällt. Eine weitere Besonderheit ist die in Japan übliche Umblätter-Praxis von hinten nach vorn. Beibehalten wird dieses Schema auch bei Manga-Comics, die in lateinische Sprachen übersetzt werden. Der Grund ist der Arbeitsaufwand, der beim Umpositionieren der einzelnen Frames anfiele. Kulturell eine vergleichsweise hohe Bedeutung hat schließlich auch die Kalligrafie – eine Tradition, die sich auch auf die Gestaltung der Schriftzeichen aktueller Fonts auswirkt – speziell beim Erstellen mehrerer Schriftschnitte mit unterschiedlichen Strichstärken.

### Süd- und südostasiatische Schriftsysteme

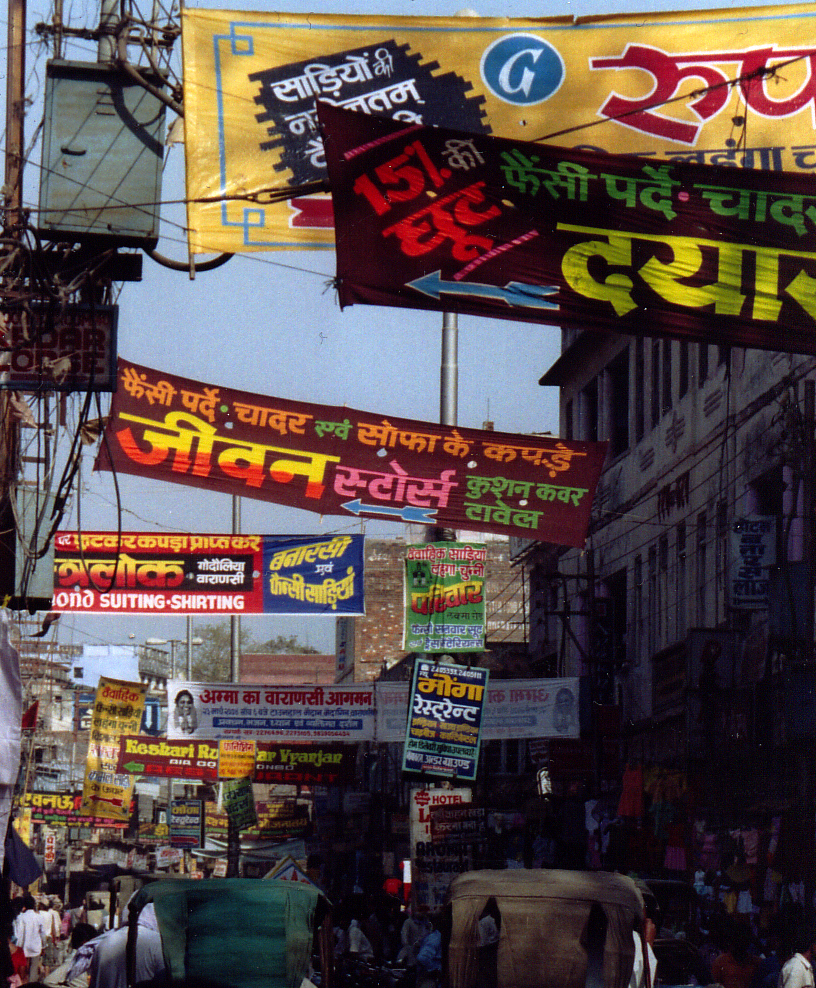
Devanagari im Alltag (Straßenszene in Varanasi)

In der Großregion konzentriert sich die weltweit wohl größte Anzahl unterschiedlicher Schriftsysteme. Die beiden vorherrschenden auf dem indischen Subkontinent – Devanagari und Kannada – basieren auf der Brahmi-Schrift, welche in nachchristlicher Zeit entstand. Während Devanagari in Indien das vorherrschende Schriftsystem ist und den Norden sowie die Mitte des Landes abdeckt, sind Kannada sowie verwandte Schriftsysteme im Südwesten, im Süden sowie auf Sri Lanka dominierend. Die beiden Systeme decken unterschiedliche Regionalsprachen ab und sind in unterschiedlichen Varianten präsent. Mit Kannada verwandte Schriftsysteme sind Telugu, Banla, Gurmukhi und Gujarati; darüber hinaus verwenden Thailand, Laos, Myanmar und Kambodscha ähnliche Schriften. Devanagari wird verwendet zum Schreiben von Sanskrit, Prakrit, Hindi, Nepali sowie weiteren nord- und zentralindischen Sprachen.
Typologisch sind die südasiatischen Schriften zwar eng mit Alphabetschriften verwandt; die mikrotypografischen Konventionen schwanken jedoch stark. Einige werden von links nach rechts geschrieben, andere von rechts nach links. Design und Gestaltung von Publikationen haben sich – wie überall auf der Welt – globalen Konventionen angepasst; ebenso wie auch woanders spielen spezifische Landestraditionen beim Gestalten eine nicht unerhebliche Rolle. Beispiele hier: die stärkere Präsenz ornamentaler Elemente, welche beispielsweise bei der Gestaltung von Grafikdesign-Arbeiten im indischen Raum ihren Widerhall findet.

### Arabische Schriftsysteme

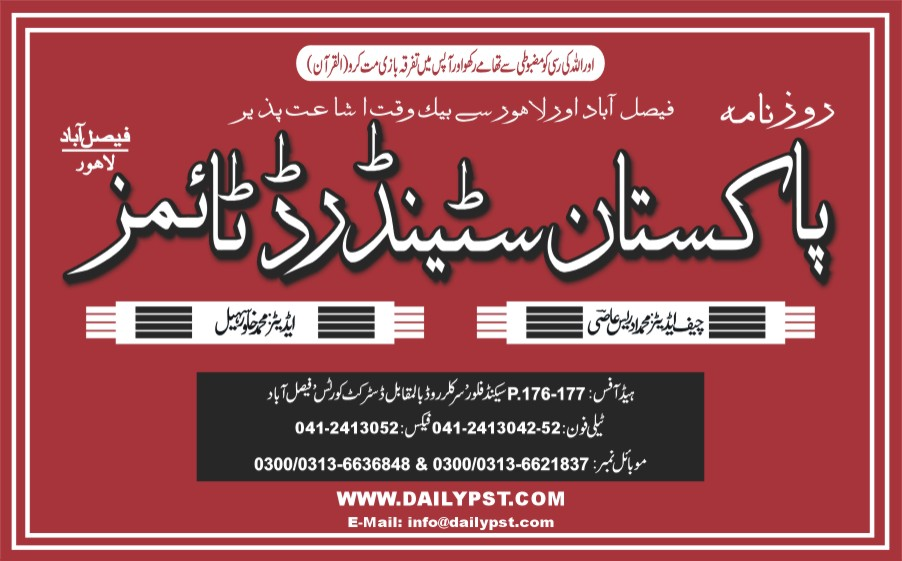
Arabische Schrift: Daily Pakistan Standard Times

In der Praxis gliedert sich die arabische Schrift ebenfalls auf in unterschiedliche Zweige – beispielsweise das offizielle Arabisch, Marokkanisch, Persisch, Kurdisch und weitere Abarten. Bei der arabischen Schrift handelt es sich im Kern um eine Alphabetschrift. Besonderheit: Die insgesamt 28 Zeichen werden ausdifferenziert durch zusätzliche Punkte oder weitere diakritische Zeichen. Weiteres Merkmal: Anders als die lateinische Schrift, aber ebenso wie die hebräische Schrift, wird sie von rechts nach links geschrieben.
Eine herausragende Rolle bei der Herausbildung der arabischen Schrift spielte die arabische Kalligrafie. Die besondere Verbindung aus Kalligrafie und Schrift ist dem islamischen Bilderverbot geschuldet. Eine Folge davon war, dass sich die visuellen Künste im Bereich Kalligrafie konzentrierten. Eine Besonderheit im arabischen Raum sind sogenannte Kalligramme – grafische Arbeiten, die aus Buchstaben Bilder entwickeln. Da die meisten Buchstaben des arabischen Alphabets zwischen Anfangs-, Mittel- und Endformen unterscheiden, lassen sich arabische Schriften am ehesten mit Schreibschriften vergleichen. Darüber hinaus gibt es auch in der modernen arabischen Typografie Text- und Auszeichnungsschriften. In Umlauf sind so auch Schriften, die ähnliche Funktionen wie Helvetica und Frutiger erfüllen und auf infografische Aufgaben oder CI-Anforderungen hin abgestimmt sind.

### Sonstige Schriftsysteme
Das hebräische Schriftsystem ist typologisch eine Art Hybrid aus europäischen Schriftsystemen und den in der vorderasiatischen Region verbreiteten Schriftsystemen. Seine Urformen gehen zurück auf die phönizische und aramäische Schrift. Als alphabetbasiertes System ist es verwandt mit dem Lateinischen und Kyrillischen. Wie in der arabischen Schrift gibt es keine Kleinbuchstaben; die Leserichtung erfolgt ebenfalls von rechts nach links. Ihre (erneute) Verbreitung im nahöstlichen Raum erfolgte mit der jüdischen Ansiedlung in Palästina, respektive dem britischen Mandatsgebiet. Im Zug der dritten und vierten Alija im Verlauf der 1920er Jahre verband sie sich stark mit Gestaltungs- und Designformen, welche von den Bauhaus-Ideen sowie der Elementaren Typografie abgeleitet waren. Typografische Besonderheit bei der Handhabung: die relativ einheitliche, eine kompakte Gesamtwirkung erzeugende Zeichenhöhe.

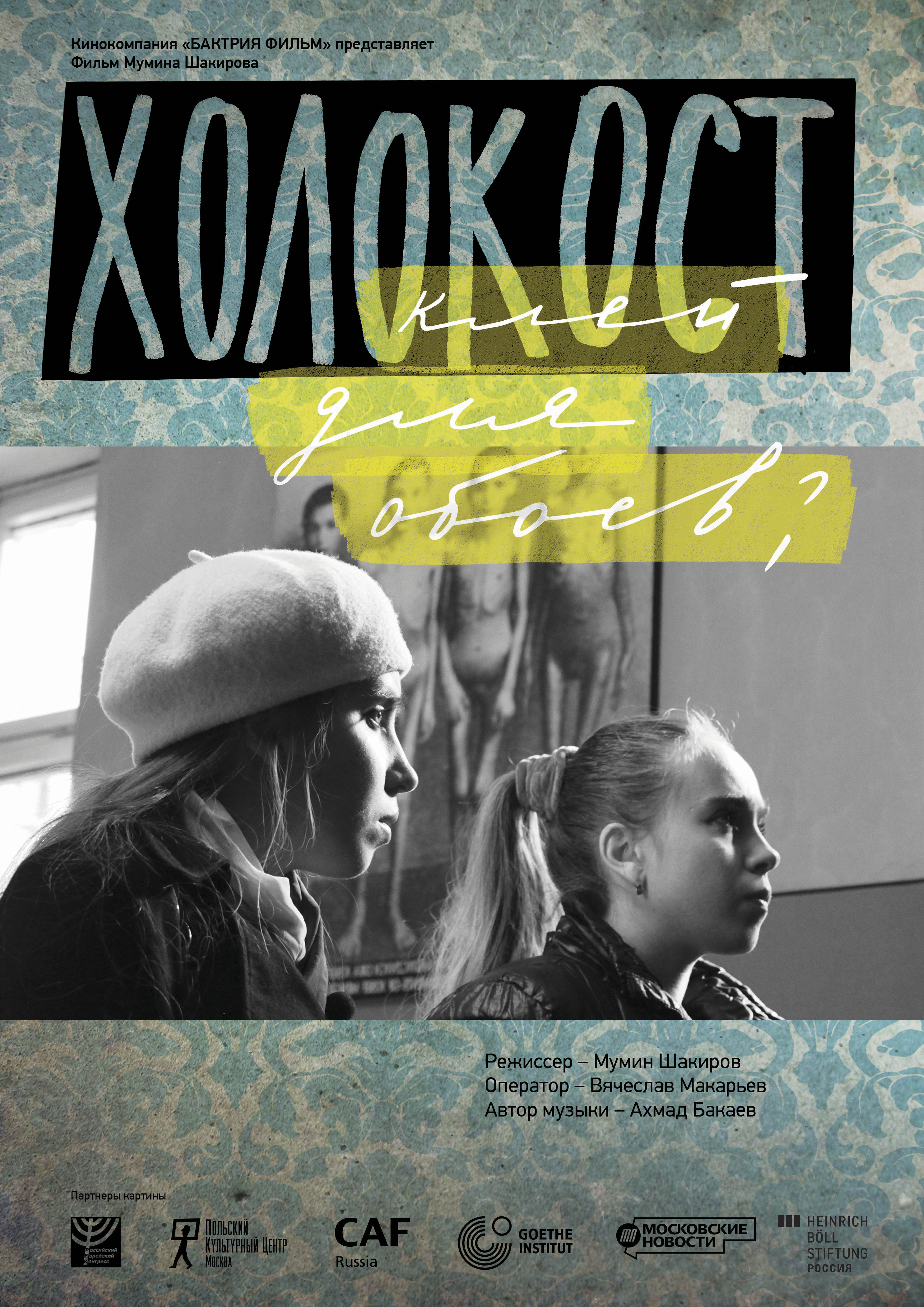
Plakat mit kyrillischer Schrift

Ähnliches gilt auch für die kyrillische Schrift. Sie ist das dominierende Schriftsystem in einigen Regionen Europas, im sibirischen Teil der Russischen Föderation sowie in einigen zentralasiatischen Staaten. Sie beruht auf dem kyrillischen Alphabet, das im 9. Jahrhundert eingeführt wurde und im Lauf der Geschichte unterschiedliche Reformen erfuhr. Bedeutendste waren die von Peter dem Großen angestoßene Schriftreform Ende des 17. Jahrhunderts und eine nach der Russischen Revolution in die Wege geleitete Vereinfachung (die allerdings auf Entwürfen aus der Vor-Revolutionszeit basierte). Da einige – lateinische – Satzschriften mit kyrillischer Zeichenbelegung ausgestattet sind, sind die Hürden beim heutigen Kyrillisch weniger hoch als etwa bei den nah- oder fernöstlichen Schriftsystemen. Zudem arbeiten zahlreiche Schriftdesigner und auch Grafiker für den westlichen Markt. Ein Beispiel ist das 1989 in Moskau gegründete Schriftenlabel ParaType, dass viele seiner international vermarkteten Schriften bereits werkseitig mit kyrillischem Zeichenbestand ausstattet.
Ein geografisch überschaubares Schriftsystem ist das – ebenfalls auf das phönizische Alphabet zurückgehende – griechische. Regional ist es – von Enklaven sowie griechischen Communities abgesehen – nur in Europa präsent. Vom Typ her sind die Ähnlichkeiten mit dem Kyrillischen unübersehbar. Neben den aufgeführten existieren weltweit Dutzende weiterer mittelgroßer und auch kleiner Schriftsysteme, wie zum Beispiel das Äthiopische, Georgische, Mongolische oder auch die einiger indigener Gemeinschaften in Kanada und den USA. Beispiele sind das der Cherokee (in den USA) und das der Cree (in Kanada). Anders als bei den großen Schriftsystemen kommt hier ein vergleichsweise überschaubarer Schriftenbestand zum Tragen, mit dessen Hilfe sich die jeweiligen Alphabete computergestützt umsetzen lassen. Allerdings bessert sich die Situation hier insofern, als auch Schriftfonts für kleine(re) Schriftsysteme herausgebracht werden und branchenweit Auszeichnungen erfahren.